# Tilali Scanlan
Tilali Scanlan (* 3. November 1999 in Vaitogi, Amerikanisch-Samoa) ist eine amerikanisch-samoanische Schwimmerin.
Tilali Scanlan ist das siebte von acht Geschwistern. Sie wurde bis zum College zu Hause unterrichtet. Sie studiert Meereskunde und Meeresbiologie an der University of the South Pacific in Suva auf Fidschi. Neben dem Schwimmsport ist sie auch Judoka in der Klasse bis 63 kg. 2021 nahm sie an den Triathlon-Meisterschaften von Fidschi teil. Sie startet für den Stingrays Swimming Club in Suva, zuvor dem Dolphin Swimming Club in Suva, und wird dort von Sharon Smith trainiert. Sie war Inhaberin eines Olympischen Stipendiums des IOC, das ihr das American Samoa National Olympic Committee zuerkannt hatte.
Scanlan begann 2008 mit dem Schwimmsport. Neben ihren Hauptstrecken von 50 bis 200 Meter im Brustschwimmen startet sie auch im Lagen-, Schmetterlings-, Freistil- und Rückenschwimmen. Ihre ersten internationalen Meisterschaften waren die Kurzbahnweltmeisterschaften 2016 in Windsor. Über 50 m Brust wurde sie 50., über 50 m Rücken 79., über 100 m Brust 53. sowie 55. über 100 m Lagen. Es folgten die Schwimmweltmeisterschaften 2017 in Budapest, wo Scanlan über 100 m Brust 51. und über 200 m Brust 36. wurde. 2018 folgten in Hangzhou erneut Kurzbahnweltmeisterschaften. Nun wurde Scanlan über 50 und 100 m Brust in neuen persönlichen Bestzeiten 35. und 38. Die Schwimmweltmeisterschaften 2019 in Gwangju beendete sie auf den Rängen 45 und 32 über 100 und 200 m Brust. Kurz vor den Weltmeisterschaften gewann sie bei den Pacific Games auf Samoa über 100 m Brust die Bronzemedaille sowie die Silbermedaille über 50 m Brust. Die Silbermedaille war die erste Medaille im Schwimmen für Amerikanisch-Samoa bei Pacific Games. In beiden Rennen sowie über 50 m Brust schwamm sie bis heute beziehungsweise den Olympischen Spielen 2021 gültigen Landesrekorde. Bei den offenen Meisterschaften von Fidschi gewann Scanlan im Dezember 2020 vier Goldmedaillen.
Für die Olympischen Sommerspiele 2020 in Tokio erhielt Scanlan einen der Quotenplätze im Rennen über 100 m Brust, der von jedem NOK beansprucht werden konnte. Sie war damit neben dem Gewichtheber Tanumafili Jungblut eine von nur zwei der insgesamt sechs Teilnehmer ihres Nationalverbandes, die wirklich aus Amerikanisch-Samoa stammten. Gemeinsam mit diesem war sie auch die Fahnenträgerin bei der Eröffnungsfeier. In ihrem Vorlauf wurde sie Zweite und erreichte die 32. Zeit in den Vorläufen. Damit verpasste sie die Halbfinals der besten 16. Als 32. der 43 platzierten Schwimmerinnen war sie die Beste einer so kleinen Nation. Mit 1:10,01 min verbesserte sie nicht nur ihre persönliche Bestzeit um etwa vier Sekunden über diese Strecke, sondern schwamm auch einen neuen Landesrekord für Amerikanisch-Samoa.